# Erioptera lunigera
Erioptera lunigera är en tvåvingeart som beskrevs av Alexander 1929. Erioptera lunigera ingår i släktet Erioptera och familjen småharkrankar. Inga underarter finns listade i Catalogue of Life.